# Гладково (Могилёвская область)
Гла́дково (бел. Гла́дкава) — деревня в составе Горбовичского сельсовета Чаусского района Могилёвской области Республики Беларусь.

## История
В 1667 году упоминается как фольварк в составе Могилевской экономии в Оршанском повете ВКЛ.

## Население
- 2010 год — 36 человек